# Archäologisches Korrespondenzblatt
Archäologisches Korrespondenzblatt (Untertitel: Urgeschichte Römerzeit Frühmittelalter) ist eine archäologische Fachzeitschrift, die vom Leibniz-Zentrum für Archäologie  (LEIZA) in Mainz herausgegeben wird.
Das Archäologische Korrespondenzblatt erscheint seit 1971 mit jeweils vier Heften pro Jahrgang. Der thematische Schwerpunkt reicht dabei vom Paläolithikum bis ins Mittelalter. Die Zeitschrift erschien 1971–1977 im Verlag Philipp von Zabern, Mainz, 1978–2022 im Verlag des Römisch-Germanischen Zentralmuseums, und wird seit 2023 vom LEIZA Verlag herausgegeben.
Neben der aktuellen Forschungsdiskussion finden Neufunde und kurze Analysen von überregionalem Interesse hier ihren Platz. Es steht damit im Gegensatz zu vielen anderen archäologischen Publikationen, die vor allem umfangreichere endgültige Arbeiten publizieren. Ein Beitrag für das Archäologische Korrespondenzblatt darf derzeit 20 Druckseiten nicht überschreiten.
Artikel erscheinen vorrangig in Deutsch, seltener auf Englisch oder Französisch. Die Zeitschrift ist peer-reviewed, d. h. eingereichte Artikel werden fachlich von externen Redakteuren begutachtet.